# Göhrde
Göhrde is een gemeente in de Duitse deelstaat Nedersaksen. De gemeente maakt deel uit van de Samtgemeinde Elbtalaue in het Landkreis Lüchow-Dannenberg. Göhrde telt 583 inwoners.

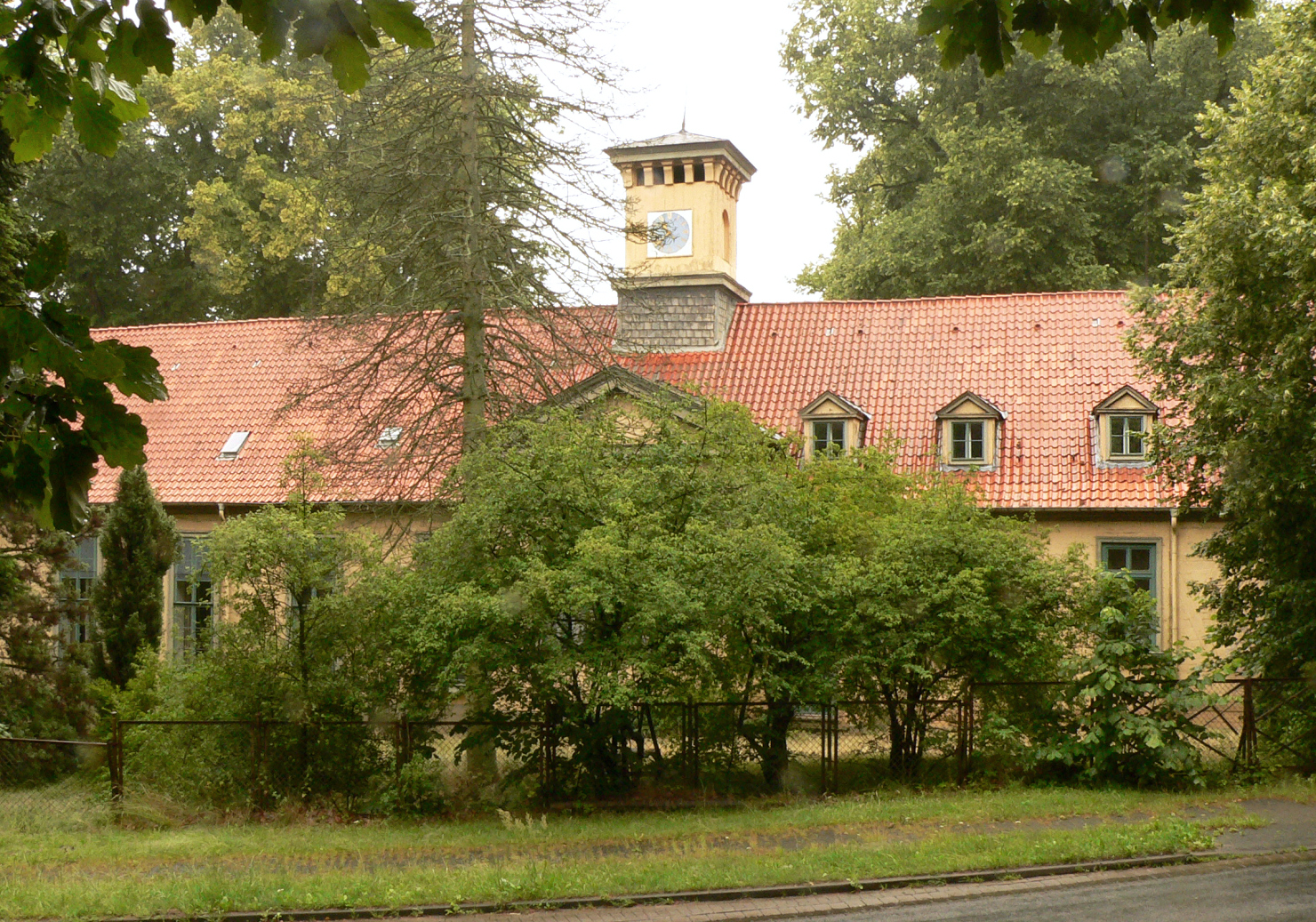
Jachtslot Göhrde
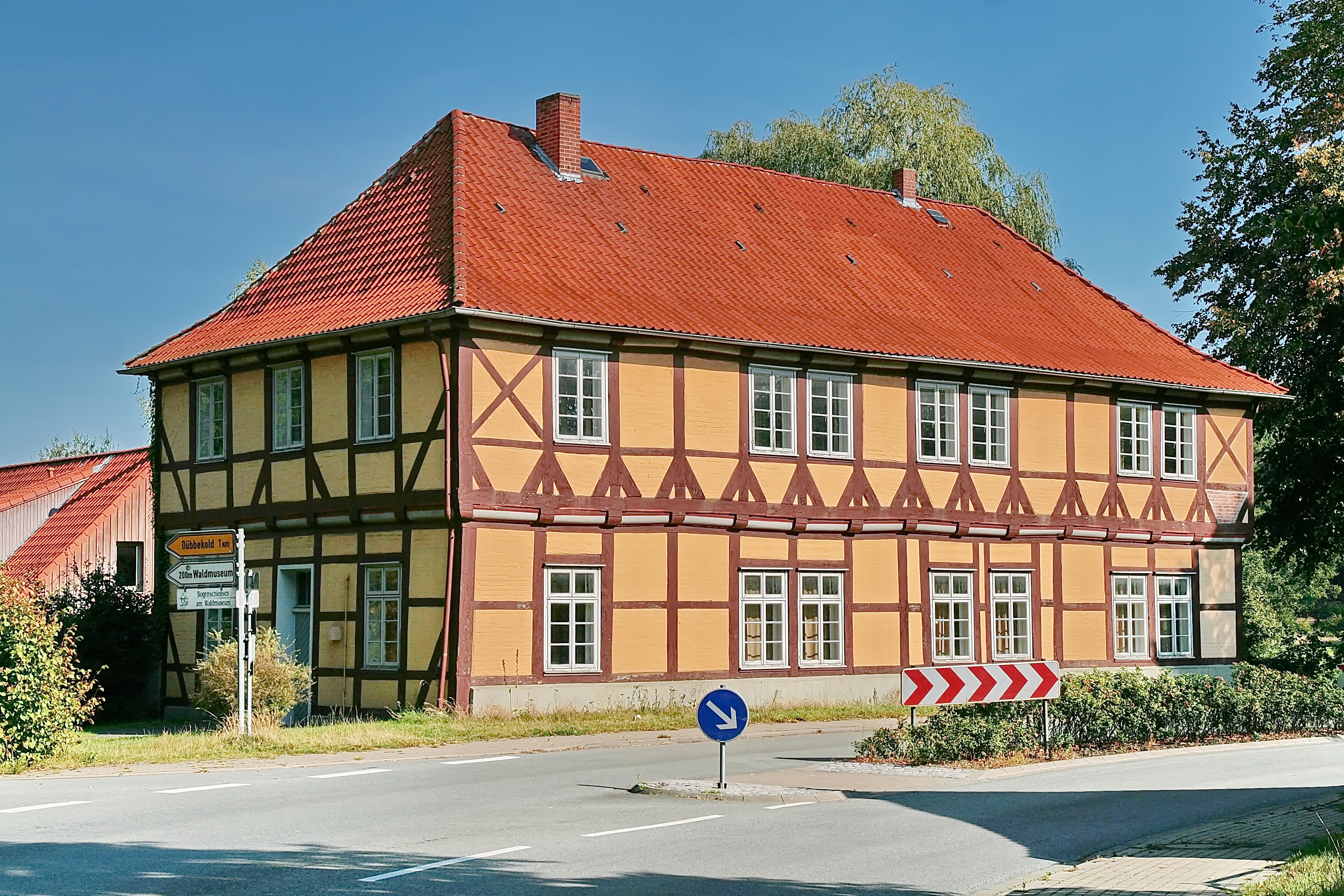
Bijbehorend jachthuis uit 1652
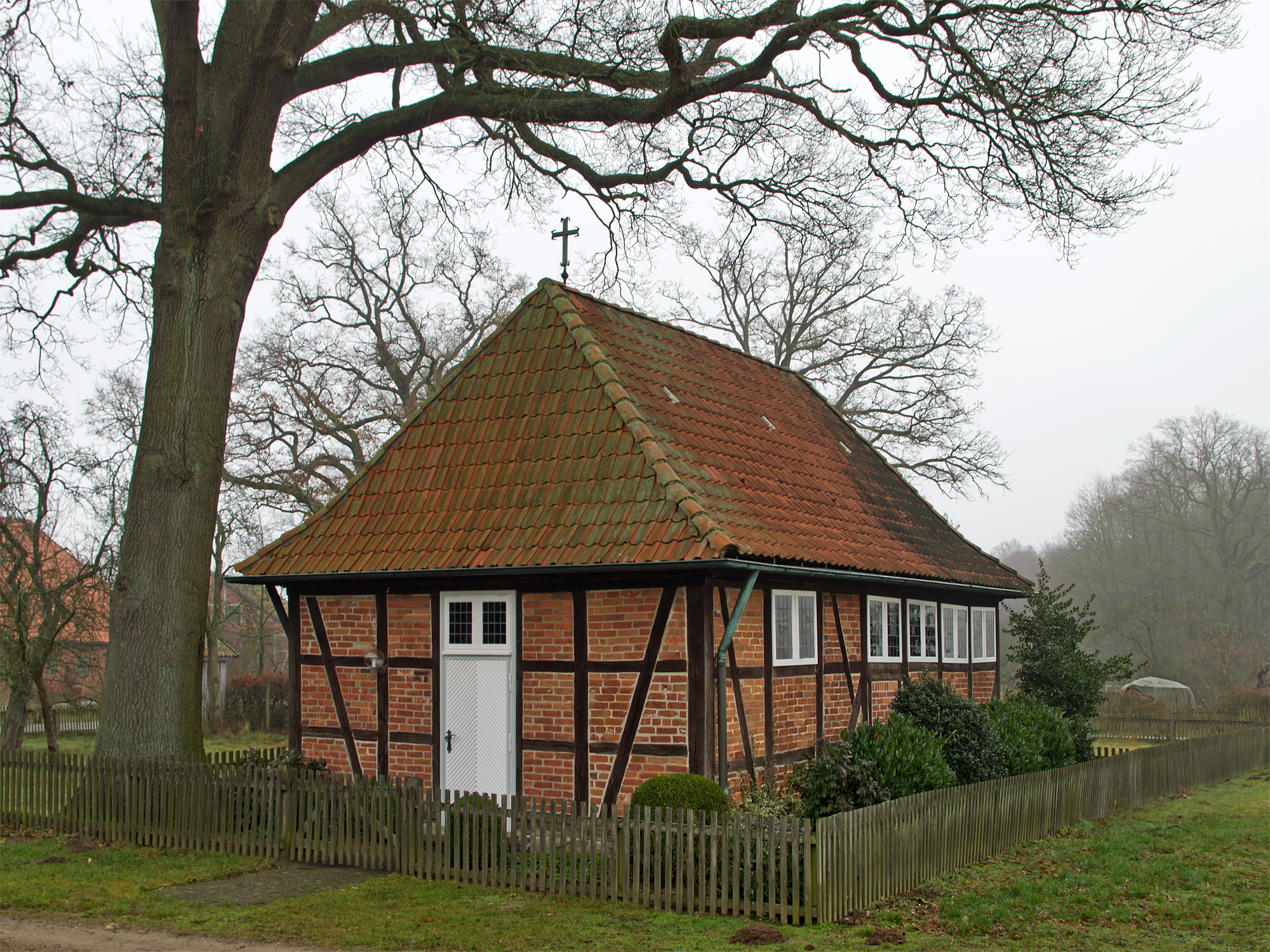
Kapel van Bredenbock

De gemeente ligt in de landstreek Wendland en bestaat uit 17 kleine dorpen, gehuchten en boswachtershuizen met eigen plaatsnaam (Bredenbock, Dübbekold, Göhrde, Govelin, Hof Kamerun, Kollase, Forsthaus Mailage, Metzingen, Forsthaus Nadlitz, Plumbohm, Sarenseck, Schmardau, Schmessau, Forsthaus Schnadlitz, Tollendorf, Wedderien en Forsthaus Zienitz), waarvan Metzingen het belangrijkst is. In dat plaatsje zetelt ook het gemeentebestuur. Hof Kamerun en de vier Forsthäuser hebben niet de status van Ortsteil, de 12 andere genoemde plaatsjes wel.
Het gemeentewapen vertoont een afbeelding van Sint Hubertus, de schutspatroon van de jacht, gezeten op een schimmel.
Göhrde ligt ten oosten van een groot bos, dat eveneens de Göhrde genoemd wordt, en voor een groot deel in een gemeentevrije zone ligt. In het tot de gemeente Göhrde behorende deel van dit bos staat het voormalige jachtslot Göhrde. Het huidige gebouw was van oorsprong het stalgebouw ( de Marstall) van het vroeg-18e-eeuwse jachtslot, maar werd in 1869 tot klein kasteel omgebouwd. Koning George I van Groot-Brittannië, tevens keurvorst-hertog van het Keurvorstendom Brunswijk-Lüneburg, had hier in 1709 een lust- en jachtslot laten bouwen. In 1827 liet koning George IV van het Verenigd Koninkrijk het overbodig geworden en sterk vervallen hoofdgebouw slopen; men had er in de 18e eeuw, en in de Napoleontische tijd, geen pachter voor kunnen vinden. De voormalige stalling is door de Duitse keizers Wilhelm I en Wilhelm II wel weer voor de jacht gebruikt.  Nabij het gebouw is een vakantiehuis en een bosmuseum Naturum aanwezig; daar zijn enige leerzame wandelroutes uitgezet, en worden ook regelmatig wandel- en andere evenementen georganiseerd.
Door Metzingen loopt van west naar oost de Bundesstraße 216.